# Capileira
Capileira – gmina w Hiszpanii, w prowincji Grenada, w Andaluzji, o powierzchni 56,9 km². W 2011 roku gmina liczyła 528 mieszkańców.
Capileira rozwinęła znaczący handel turystyczny, pełniąc rolę centrum spacerów i dostępu do gór, zwłaszcza Mulhacén, ogólnie traktowanych jako dwudniowa wspinaczka z Capileira z noclegiem w schronisku górskim po drodze.